# NASCAR 2005: Chase for the Cup
NASCAR 2005: Chase for the Cup es la octava entrega de la serie de videojuegos NASCAR EA Sports' EA Sports NASCAR Series. Fue desarrollado por EA Tiburon y lanzado el 31 de agosto de 2004 para PlayStation 2 y Xbox y el 4 de septiembre para GameCube. NASCAR 2005 es el primer juego de la serie que elimina la palabra Thunder del título desde NASCAR 2001. Kevin Harvick, conductor del GM Goodwrench Chevy Monte Carlo n.º 29, apareció en la portada reemplazando a Jeremy Mayfield, quien originalmente debía haber estado en la portada y fue eliminado por completo del juego. También marca la primera vez que la PlayStation original ha sido excluida de la alineación de NASCAR. Esta fue la primera edición de "NASCAR" que se lanzó exclusivamente en consolas domésticas de sexta generación.
A diferencia de las entradas anteriores, que normalmente agregarían algunas características adicionales pero dejarían la mayor parte del juego idéntico a su predecesor, el juego trajo cambios masivos a la serie. Un ejemplo es la inclusión de series NASCAR distintas de la NASCAR Cup Series; la Serie Busch (renombrada como Serie Nacional debido a las regulaciones de publicidad de alcohol, aunque el agente del jugador y Bill Weber todavía se refieren a la serie en el juego como Serie Busch), la Serie Busch Series]], y la Featherlite Modified Series, además de autos de producción y los Daytona Prototypes de la Rolex Sports Car Series. Más ejemplos incluyen la implementación del nuevo sistema de puntos Chase for the Cup de NASCAR y el modo Fight to the Top, donde el jugador controla a un piloto personalizado a lo largo de su carrera, comenzando en la serie inferior y ascendiendo en la escala (similar a NASCAR: Dirt to Daytona). Otro cambio es la ausencia de la vista de la cabina y la ausencia de marcas y modelos en la serie Truck, todas las cuales parecen ser Ford F-150. Además, debido a negociaciones fallidas con la licencia, Pocono Raceway no está incluido. Este fue el último Juego de NASCAR lanzado para GameCube. La partitura está compuesta por David Robidoux.

## Jugabilidad

### Lightning Challenge
El modo Lightning Challenge incluye desafíos de momentos ocurridos en NASCAR desde 2003 y la 1.ª parte de 2004. Michael Waltrip, conductor del Chevrolet n.º 15 NAPA, regresa como comentarista de todos los desafíos excepto dos, Kevin Harvick hace los desafíos que involucran a Waltrip siendo el conductor en el desafío. Estos desafíos se juegan en todos los niveles de dificultad. El jugador debe superar una serie de desafíos en ese nivel de dificultad antes de pasar al siguiente nivel de dificultad.

### Modo carrera
El jugador comienza con una carrera callejera en Dodge Viper con Ryan Newman (piloto de carreras), quien luego le da al jugador una oferta para un contrato de un año en un auto modificado. Cada oferta de automóvil tiene una calificación de entre una y cinco estrellas, lo que demuestra la calidad de las actualizaciones del automóvil y del equipo de boxes. A medida que el jugador gane prestigio, recibirá mejores ofertas en las otras series, pero cuando haya ahorrado suficiente dinero, el jugador podrá crear su propio equipo, contratar conductores, comprar mejoras y entrenar a su equipo.

## Recepción
NASCAR 2005 recibió un segundo puesto en la categoría de premio "Mejor juego de conducción" de GameSpot en 2004 en todas las plataformas, perdiendo ante Burnout 3: Takedown. IGN escribió: "'Chase for the Cup' seguirá atrayendo a los fanáticos casuales y acérrimos con sus impresionantes valores de producción, gráficos limpios, audio increíble y conclusión finita".

## Legado
El piloto de NASCAR Ross Chastain le dio crédito a la versión GameCube de NASCAR 2005 por una maniobra durante la 2022 Xfinity 500 en la que condujo su auto contra la pared exterior de la pista para ganar una velocidad sin precedentes de hasta 130 millas por hora (209,2 km/h) para adelantar a varios corredores. La maniobra resultó en que a Chastain se le acreditara la vuelta más rápida durante una carrera de la Copa NASCAR para el Martinsville Speedway.